# 康安禮
康安禮 MLA（1977年—），加拿大政治人物，2017年起以卑詩新民主黨黨員身份擔任卑詩省議會議員，先後代表本拿比鹿湖選區和本拿比中選區。她從2020年起任職卑詩省內閣廳長，現為該省專上教育及未來技術廳長。在此之前她曾於2008年-17年間三度出任卑詩省本拿比市議員。

## 背景
康安禮生於台灣彰化縣，父亲是牧师康荣发。她6歲時跟隨父母移民加拿大，1986年起定居卑詩省大温地區的本拿比。她從溫哥華的大衛·湯普森中學（David Thompson Secondary School）畢業後到卑詩大學修讀，本科唸音樂系和教育系，後修讀障碍教育文憑，硕士學位则是資優教育。她後於本拿比教育局任職音樂教師，當選市議員後仍繼續任教。
她育有兩名子女，在2017年和當時已婚有一子的義工(也是加拿大在本拿比珍奶節主席）出軌而婚姻破裂。
她於2008年11月代表本拿比公民協會（Burnaby Citizens Association）參加本拿比市議會選舉成功當選，成為該市首名華裔女性市議員，當時也是歷屆最年輕的市議員。由於她在當屆的得票率高，被某些傳媒形容為大温地區市選之中的華人票后。她後於2011年和2014年市選成功連任市議員。

### 卑诗省议员
2016年，卑詩新民主黨黨籍的省議會本拿比鹿湖選區議員柯瑞根（Kathy Corrigan）宣布不會在來屆省選競逐連任。康安禮於同年5月在無競爭對手下自動贏取該選區的新民主黨候選人資格，並於2017年5月9日舉行的省選中以8,747票對6,491票击败华裔自由党候选人王小宝，首度当选省議員。她與同屬新民主黨的陳葦蓁和馬博文同時成為卑詩省首三名台裔省議員。她於2017年7月獲省長賀謹任命為長者省務秘書，2019年7月起兼任多元文化省務秘書，再於2020年1月改任公民服務廳長。
她於2020年省選連任省議員，同年11月在賀謹內閣中調任專上教育、技術及培訓廳長。尹大衛接替賀謹出任省長後，於2022年12月7日委派康安禮出任城鎮事務廳長。
本拿比鹿湖選區於2024年省選前解散，康安禮於新設的本拿比中選區連任省議員，在同年11月公布的尹大衛內閣中改任專上教育及未來技術廳長。

## 参看
- 华裔卑诗省议员
- 大温哥华地区的华裔加拿大人
- 臺灣裔加拿大人

## 外部連結
- （英文）卑詩省議會網站 康安禮議員簡介 （页面存档备份，存于）
- （英文）本拿比公民協會網站 康安禮市議員簡介